# 使命召唤3
《使命召唤3》是2006年由Treyarch开发、动视发行的一款以二战为背景的第一人称射击游戏，为《使命召唤》系列的第三部作品。该游戏作品在Xbox 360、Xbox、PlayStation 2、Wii和PlayStation 3平台上发布。
本部游戏是《使命召唤》系列至今为止唯一一部不针对个人电脑平台发售的正统续作，但是在电脑平台上可以通过PlayStation模拟器或者Wii模拟器等软件运行，同时它也是Treyarch继《使命召唤2：红一纵队》后开发的第二部《使命召唤》作品。
本游戏Xbox 360版本于2016年9月22日在Xbox One平台向下兼容。